# Brug Bergseweg
Brug Bergseweg is een brug die voert over een sloepenhaven die is aangelegd door projectontwikkelaar Krijn-Jan Driessen in het kader van het project Vecht en Veld in Vreeland, gemeente Stichtse Vecht in de Nederlandse provincie Utrecht. De vaste brug ligt in de Bergseweg op de rechteroever van de Vecht en is vrij steil, wit van kleur met blauwe leuningen en rust op twee brede betonnen lage pilaren en in het midden op vier blauwe slanke pilaren. In juli 2020 werd de brug opengesteld. 
Na korte tijd werd de brug alweer gesloten door de gemeente omdat de hellingen van de brug steiler zijn dan volgens de richtlijnen die een helling van 5% adviseren. De brug heeft echter een hellingspercentage van 13,9% met op de aanbruggen een hellingspercentage van 17% dat kan leiden tot valpartijen. Doordat ook de breedte beperkt is tot 3.50 meter is er geen zicht op tegenliggers voor dat het hoogste punt bereikt is. De sluiting vond plaats ondanks dat er een vergunning was verleend voor de brug, de bouwtekeningen waren goedgekeurd en er tijdens de bouw wekelijks controles zijn geweest door ambtenaren van de gemeente. 
Het verkeer en de fietsers en voetgangers moesten nu kilometers omrijden of lopen. De gemeente stelde voor een fiets- en voetpad aan de andere kant van de sloepenhaven aan te leggen, maar volgens de projectontwikkelaar is dat stuk te smal. Uiteindelijk na bijna een jaar heeft in juni 2021 de gemeente in overleg met de projectontwikkelaar besloten de brug toch weer open te stellen voor voetgangers en fietsers met de fiets aan de hand. Er werden aan beide kanten twee lage rood-witte hekken geplaatst die alleen ruimte bieden om de brug lopend te passeren. Indien er geen structurele oplossing komt gaat de gemeente een aanvraag indienen voor de aanleg van een tijdelijk fietspad langs de haven. Het overige verkeer kan niet over de brug en moet blijven omrijden.  